# ウクライナ軍総司令官
ウクライナ軍総司令官(ウクライナぐんそうしれいかん、ウクライナ語: Головнокомандувач Збройних сил України、英語: Commander-in-Chief of the Armed Forces of Ukraine) はウクライナ軍を統率する軍人の最高位。
2020年3月28日にウォロディミル・ゼレンスキー大統領によって設置され、それ以前は参謀総長が最高位だった。

## 概要
ウクライナ軍総司令官は、ウクライナ軍を指揮し、軍備、武器、物資を持つ軍の状態を監視し、防衛における軍事戦略的目標の達成について大統領と国防大臣に報告を行う。また、ウクライナ法「ウクライナ軍について」では、直接軍事指導とは、ウクライナ軍の発展のための方策、その技術、装備、訓練、包括的支援の実施、およびその適用と管理の決定を目的とする活動であると定めている。
2020年3月27日にウクライナ法「Art. 8」によって総司令官が創設されるまでは、参謀総長がウクライナ軍の軍人としての最高位であった。

## 歴代総司令官
| 代 | 画像                       | 氏名                                      | 就任日        | 退任日        | 在任期間   | Defence branch | 出典              |
| -- | -------------------------- | ----------------------------------------- | ------------- | ------------- | ---------- | -------------- | ----------------- |
| 1  | ルスラン・コムチャック     | 大将 ルスラン・コムチャック (1967年-)     | 2020年3月28日 | 2021年7月27日 | 1年, 121日 | ウクライナ陸軍 | [ 4 ]             |
| 2  | ヴァレリー・ザルジニー     | 大将 ヴァレリー・ザルジニー (1973年-)     | 2021年7月27日 | 2024年2月8日  | 2年, 196日 | ウクライナ陸軍 | [ 4 ] [ 5 ] [ 6 ] |
| 3  | オレクサンドル・シルスキー | 大将 オレクサンドル・シルスキー (1965年-) | 2024年2月8日  |               | 1年, 77日  | ウクライナ陸軍 | [ 7 ]             |

## 歴代副司令官
| 代 | 画像                   | 氏名                                  | 就任日        | 退任日        | 在任期間   | Defence branch       | 出典        |
| -- | ---------------------- | ------------------------------------- | ------------- | ------------- | ---------- | -------------------- | ----------- |
| 1  | イェウヘン・モイシュク | 中将 イェウヘン・モイシュク (1979年-) | 2021年7月29日 | 2024年2月11日 | 2年, 197日 | ウクライナ空中機動軍 | [ 8 ] [ 9 ] |